# 心身交感論
心身交感論(psychophysical interactionism)為二元論的一種，源起於亞里士多德在《論靈魂》一書中提出：「靈魂之於身體，猶砍劈之於斧頭。」換言之，斧頭的砍劈功能就如同靈魂必需靠身體的動作來表現；這種觀點啟發了心身交感論。即人在表現行為時，是由心與身交互影響。換言之心理影響身體，身體影響心理；而心理的影響大於身體。

## 對於後來心理學的影響
雖然靈魂本身是無法直接觀察的，但是經由對於身體的研究，仍可以間接觀察關於靈魂的性質。
以此為原則，亞里士多德研究過感覺、記憶、情緒、學習、推理與想像等議題，雖然這並非是嚴僅的實驗，但是其提供了科學心理學研究上的大方向，並對十九世紀的物理心理學產生深遠的影響。